# Sara Shaarawi
Sara Shaarawi (El Cairo, 1989) es una dramaturga y productora egipcia . Principalmente conocida por su trabajo en el teatro escocés.

## Biografía
Sara Shaarawi nació en 1989, se crio en El Cairo y se estableció en Escocia después de estudiar allí, actualmente vive en Glasgow.En 2011 cuando estaba en la Universidad de Edimburgo comenzó a trabajar con David Greig en una serie de obras árabes que se representarían en Oran Mor como parte de la temporada de Primavera Árabe. Esta experiencia la lanzó al teatro escocés.

### Obras
Su primera obra, Niqabi Ninja, se compartió como trabajo en progreso en el Tron Theatre en 2014 y Platform en 2015 Desde entonces, Niqabi Ninja se ha representado en Alemania y Sudáfrica y una producción completa para el Reino Unido.Otros trabajos para teatro incluyen Leyla, presentada en el Tron Theatre en 2017 y Lifted, con su coguionista Henry Bell, que apareció en el Edinburgh Fringe en 2015 y 2016. 
Otros proyectos incluyen una adaptación de Cairene de Janine de 1982 de Alasdair Gray con Henry Bell. La obra Haneen tuvo una lectura de ensayo en Egipto. 
Como productora, Shaarawi es conocida por su trabajo con Arab Arts Focus, tanto en la organización del mayor festival de artes árabes que se celebrará en el Edinburgh Fringe,como como presentadora de su cabaret nocturno, Chill Habibi. También es miembro fundadora de The Workers Theatre, y produce Megaphone, una residencia financiada colectivamente para artistas de color en Escocia. 

## Premios y reconocimientos
- Recibió el Premio al Nuevo Dramaturgo del Playwright's Studio  y el Programa Inicial del Teatro Nacional de Escocia.[13] [14]
- En 2017, ocupó el puesto 43 en The List Hot 100. [15]